# Altabgrabung Klingenberger
Das Naturschutzgebiet Altabgrabung Klingenberger liegt auf dem Gebiet der Stadt Langenfeld (Rheinland) im Kreis Mettmann in Nordrhein-Westfalen.
Das Gebiet grenzt südwestlich an die Kernstadt von Langenfeld (Rheinland). Westlich des Gebietes verläuft die A 59, nördlich eine Eisenbahntrasse und die Hitdorfer Straße (L 43) grenzt das Gebiet nach Südosten ab.

## Beschreibung
Das etwa 26 ha große Gebiet wurde im Jahr 1984 unter der Schlüsselnummer ME-019 unter Naturschutz gestellt.
Das Naturschutzgebiet ist eine ehemalige, komplett eingezäunte Kiesabgrabung am Rande von Langenfeld. Der oligo- bis mesotrophe See hat mit ca. zwei Meter nur eine geringe Sichttiefe. Wasserpflanzen wachsen bis zu einer Tiefe von ca. 5 Meter. Nahe des Ufers wächst teilweise massenhaft Nutallsche Wasserpest, im tieferen Wasser kommt häufig Ähriges Tausendblatt dazu. Daran schließt sich eine Zone mit Rasen aus Armleuchteralgen an. Nur seltenen treten kleinblättrige Laichkräuter hinzu. Das Ufer des Sees wurde teilweise als Flachufer gestaltet. Im See wurden in den 1990er Jahren zahlreiche Inseln mit Großkieskappe aufgeschüttet, die größtenteils bereits mit Weiden, Erlen und Brombeeren bewachsen sind. Die Böschungen sind mit Erlen und Weidengebüsch bewachsen, so dass der See von außen nicht einsehbar ist. Eine größere Kiesfläche im Süden des Gebietes wird regelmäßig entbuscht und ist mit schütterer Pionier- und Ruderalvegetation bewachsen. Zur Landstraße im Süden hin hat sich durch Sukzession ein junger Birkenmischwald entwickelt. Im Süden des Naturschutzgebietes befinden sich zahlreiche periodisch wasserführende Kleingewässer, die teilweise mit Röhricht zuwachsen. Aufgrund des Betretungs- und Angelverbotes hat das Gebiet eine große Bedeutung als Brut-, Rast- und Mauserplatz für störungsempfindliche Vogelarten. Unter anderem sind hier Reiherente, Zwergtaucher und Haubentaucher als Brutvögel nachgewiesen. Flussregenpfeifer, Flussuferläufer, Schnatterente und andere Wasservögel nutzen das Gebiet als Rastplatz. Im See kommt regelmäßig die stark gefährdete Große Teichmuschel vor. Der hier in den 1990er Jahren ausgesetzte Bitterling ist eine in Nordrhein-Westfalen sehr seltene Fischart, die neben weiteren Arten hier einen Refugialraum gefunden hat. Die Tümpel des Gebietes sind ein wichtiges Fortpflanzungsgewässer für Amphibien und seltene Libellen. Die offenen flachen Tümpel sind ein potentieller Lebensraum der ehemals hier vorkommenden Kreuzkröte. Die trockenen vegetationsarmen Flächen stellen ein Lebensraum der gefährdeten Zauneidechse und wärmeliebender Insekten wie die Blauflügelige Ödlandschrecke dar. Im See und den Tümpeln haben Rote-Liste-Pflanzenarten wie der Froschbiss und der Haken-Wasserstern ihren Lebensraum. Das Gewässer ist Bestandteil des als Folge der Abgrabungen entstandenen bedeutsamen Stillgewässer-Biotopverbundes im Raum Monheim-Langenfeld. Das Gebiet ist ein Refugialbiotop für an nährstoffarme Stillgewässer und offene Kiesflächen gebundene Pflanzen- und Tierarten innerhalb der intensiv landwirtschaftlich genutzten Umgebung bzw. in enger Nachbarschaft zum besiedelten Bereich.

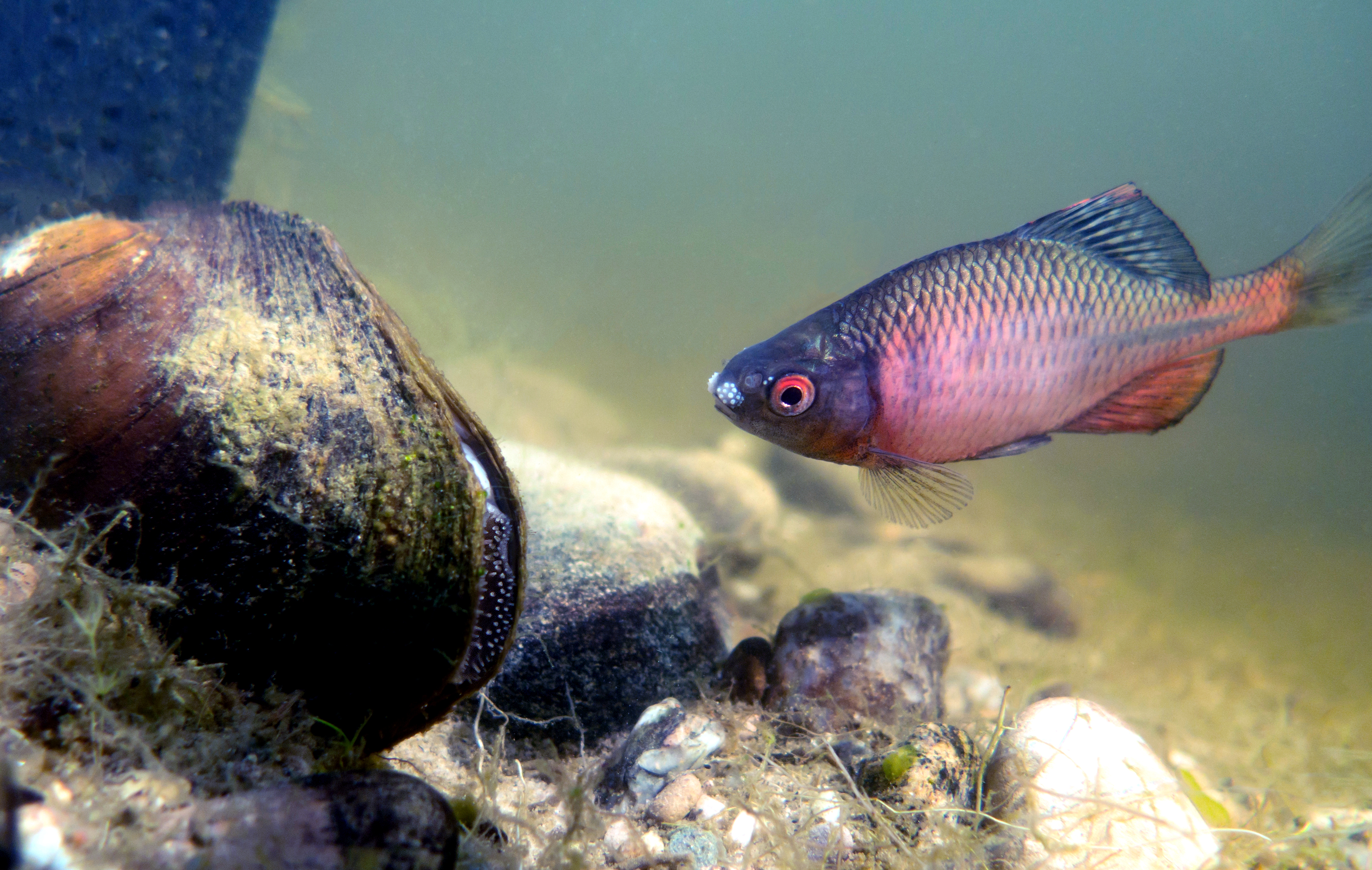
Die Große Teichmuschel spielt für die Fortpflanzung der Bitterlinge eine entscheidende Rolle
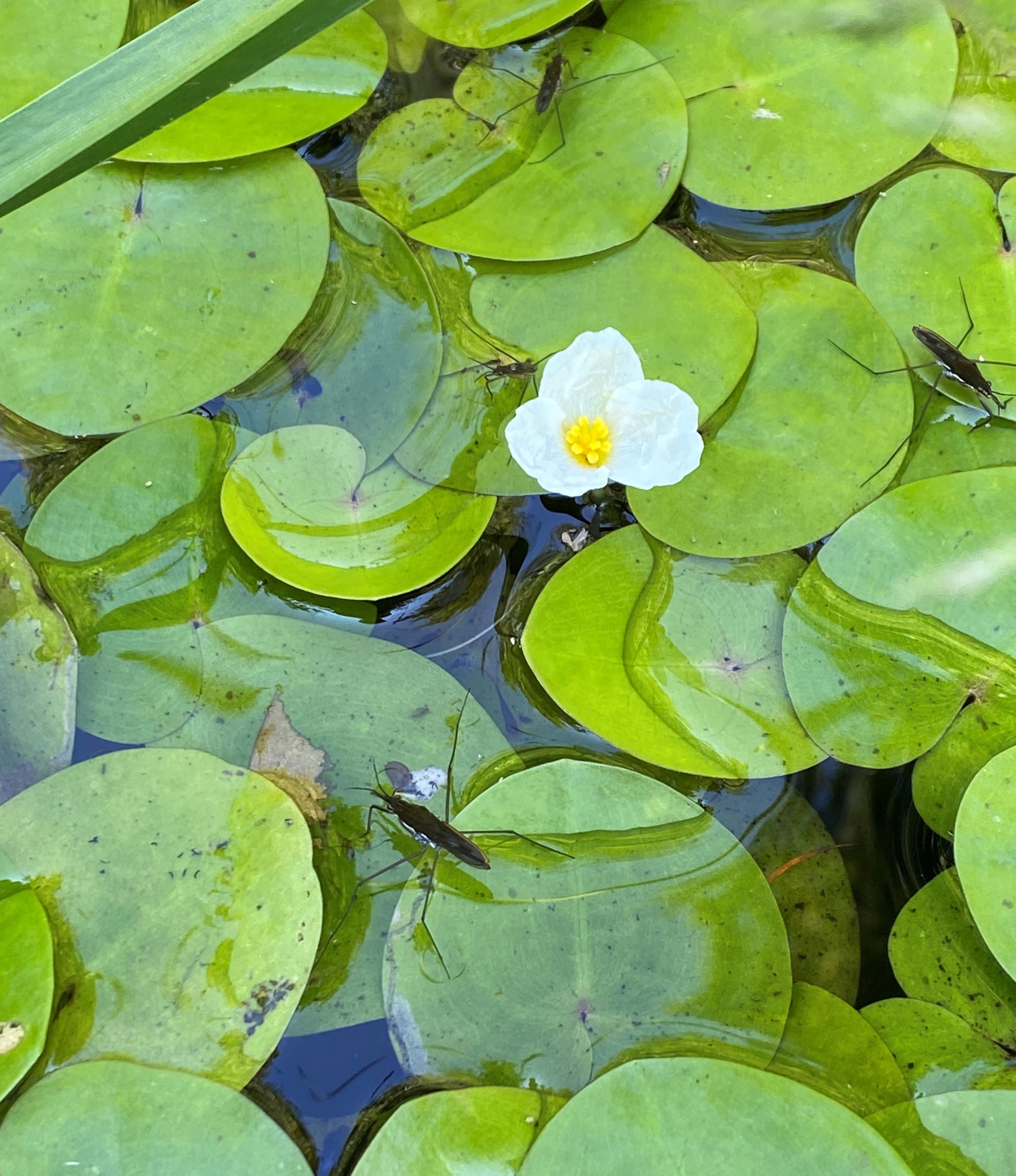
Europäischer Froschbiss – gefährdete Art der Stillgewässer
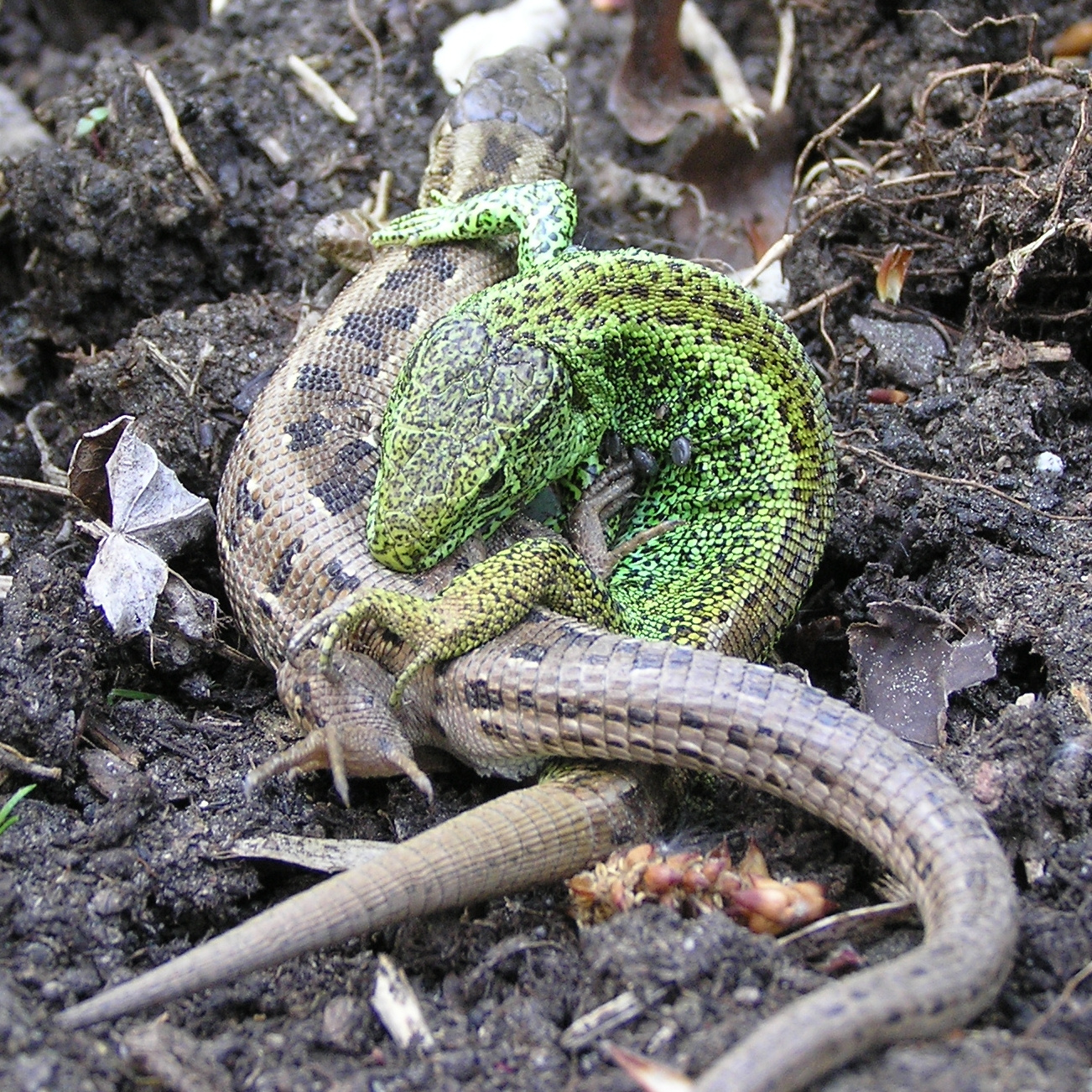
Zauneidechsen bei der Paarung
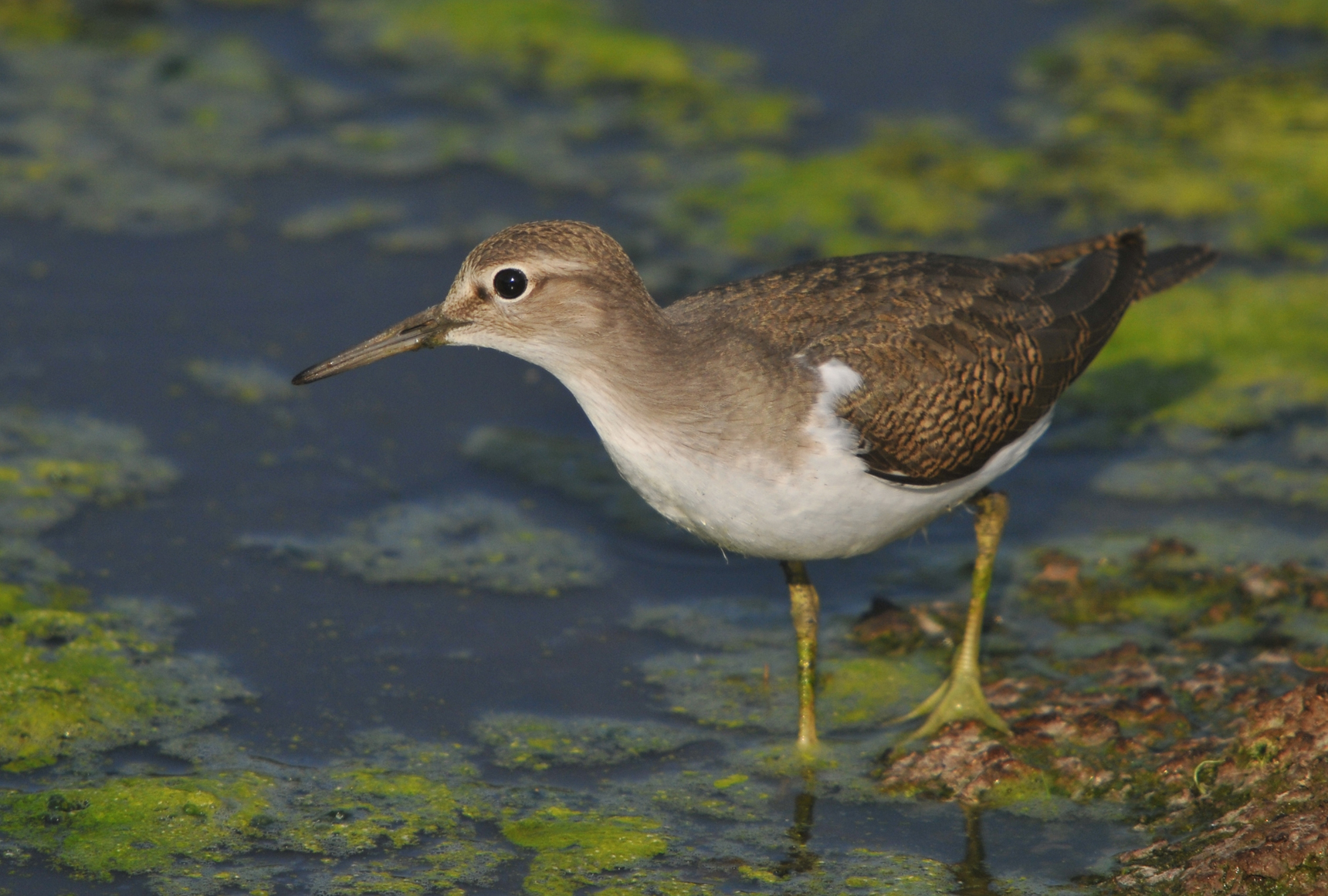
Flussuferläufer sind auch in Kiesgruben heimisch
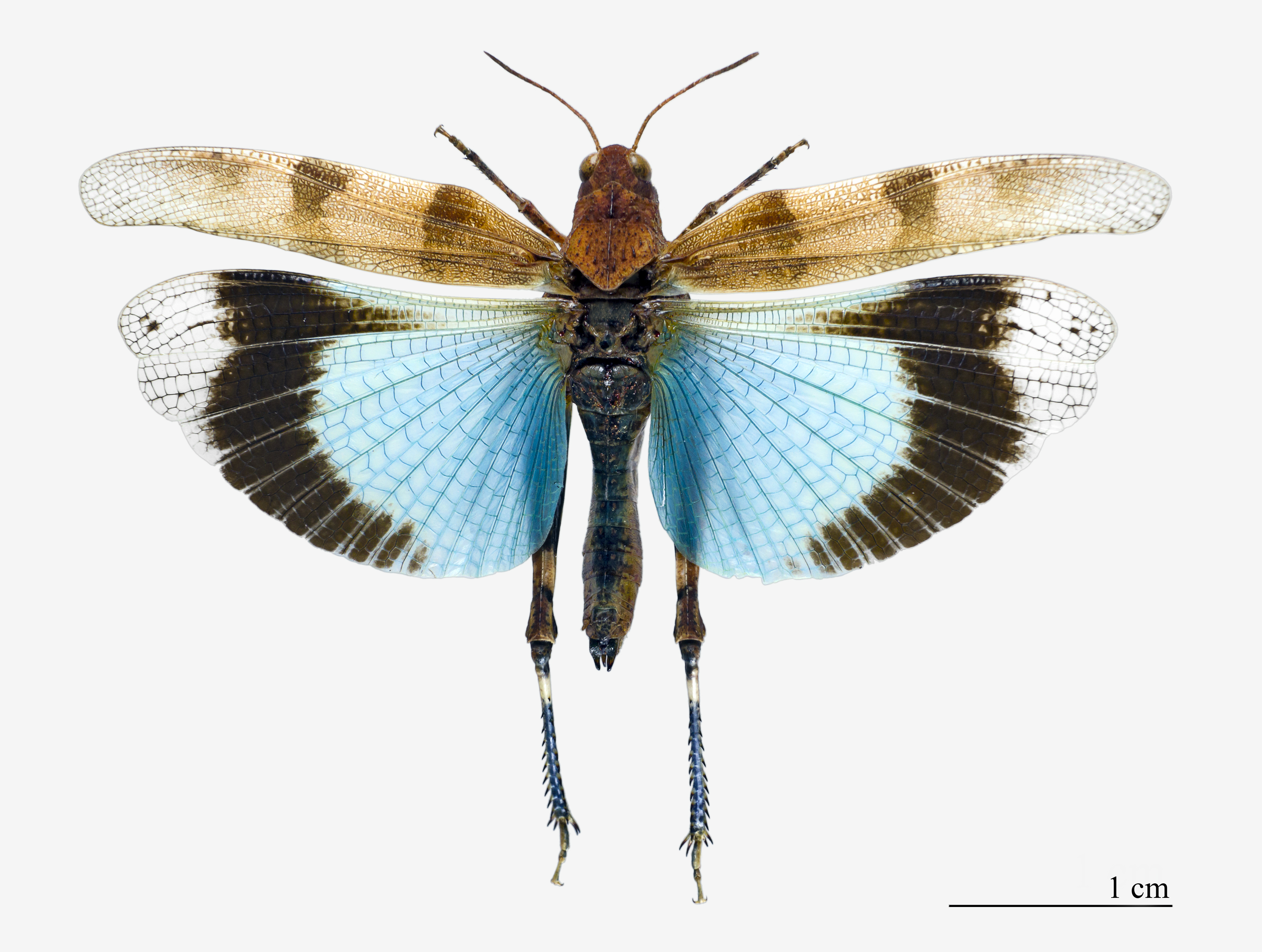
Die Blauflügelige Ödlandschrecke benötigt sonnige, kiesige oder sandige Magerstandorte